# BASF (casa discografica)
La BASF è stata una casa discografica italiana, attiva negli anni settanta.

## Storia
L'etichetta nacque su iniziativa della filiale italiana della BASF (acronimo per Badische Anilin- und Sodafabrik), industria chimica tedesca attiva anche nella produzione di audiocassette; la sede venne stabilita a Milano.
Decidendo di entrare nel mercato discografico, la BASF mise sotto contratto per lo più artisti di rock progressivo, come i gruppi Murple, Officina Meccanica o Opera Puff, o la cantante jazz Gianfranca Montedoro, con alcune eccezioni come Giuni Russo.
Quando la BASF decide di chiudere la casa discografica il catalogo non venne rilevato da altre etichette, per cui nessun disco della produzione risulta essere stato ristampato in CD.

## Dischi
La datazione qui riportata si basa sull'etichetta del disco o sulla copertina; qualora nessuno di questi elementi abbia una datazione, è basata sulla numerazione del catalogo; talora è, infine, basata sul codice della matrice di stampa. Se esistenti, sono riportati, oltre all'anno, il mese e il giorno (quest'ultimo dato si trova, a volte, stampato sul vinile).

### 33 giri
| Numero di catalogo | Anno | Interprete           | Titoli           |
| ------------------ | ---- | -------------------- | ---------------- |
| 21-23301 X         | 1974 | Gianfranca Montedoro | Donna circo      |
| 21-23311 X         | 1974 | Enrico Rava          | Katcharpari Rava |
| 21-23312 X         | 1974 | Giorgio Gaslini      | Message          |
| 21-23317 X         | 1974 | Murple               | Io sono Murple   |
| 21-23326 Q         | 1975 | Junie Russo          | Love Is a Woman  |

### 45 giri
| Numero di catalogo | Anno | Interprete           | Titoli                                    |
| ------------------ | ---- | -------------------- | ----------------------------------------- |
| 06 13305-Q         | 1974 | Raptus               | Try this now/Dream walker                 |
| 06 13306-Q         | 1974 | Officina Meccanica   | Stranger in his country/Un attimo di vita |
| 06 13314-Q         | 1974 | Polifemo             | È già passato un anno/Colori rubati       |
| 06 13319-Q         | 1974 | Giuseppe Maria Marat | Bianca neve/Ma tu che ne sai              |
| 06 13321-O         | 1974 | Selvaggia Divasco    | Na-Nanu-Nu-Nana/Esperienza                |
| 06 13322-F         | 1974 | Murple               | Tra i fili/Murple rock                    |
| 06 13325-Q         | 1975 | Junie Russo          | Milk of Paradise/I've Drunk in my Dream   |
| 06 13327-F         | 1975 | Opera Puff           | hi tocca muore/Accanto al fuoco           |
| 06 13330-Q         | 1975 | Junie Russo          | Everything Is Gonna Be Alright/Vodka      |